# Női 200 méteres vegyesúszás a 2015. évi nyári európai ifjúsági olimpiai fesztiválon
A 2015. évi nyári európai ifjúsági olimpiai fesztiválon az úszás női 200 méteres vegyesúszás versenyeit július 29-én rendezték, Tbilisziben.

## Rekordok
A versenyt megelőzően a következő rekordok voltak érvényben:
| EYOF rekord | Alexandra Wenk (Németország) | 2:16,48 | Tampere, Finnország | 2009 |

## Előfutamok
Az összesített eredmények alapján a legjobb időeredménnyel rendelkező 8 úszó jutott a döntőbe. A döntőben egy nemzet csak egy versenyzővel képviseltethette magát.
| H  | Név                        | Nemzet              | E       | Mj |
| -- | -------------------------- | ------------------- | ------- | -- |
| 1  | Yara Sophie Hierath        | Németország         | 2:21.84 | Q  |
| 2  | Gyurinovics Fanni          | Magyarország        | 2:21.85 | Q  |
| 2  | Aleksandra Denisenko       | Oroszország         | 2:21.85 | Q  |
| 4  | Sophie Leigh Hobbah        | Egyesült Királyság  | 2:21.95 | Q  |
| 5  | Nadia Gonzalez Oliveira    | Spanyolország       | 2:22.45 | Q  |
| 6  | Claire Verkijk             | Hollandia           | 2:23.07 | Q  |
| 7  | Rebecca Mia Sutton         | Egyesült Királyság  | 2:23.32 |    |
| 8  | Marta Borrella Garcia      | Spanyolország       | 2:23.38 |    |
| 9  | Defne Kurt                 | Törökország         | 2:23.63 | Q  |
| 10 | Maria Claudia Gadea        | Románia             | 2:24.51 | Q  |
| 11 | Nikoletta Pavlopoulou      | Görögország         | 2:24.80 | T1 |
| 12 | Charissa Jochems           | Belgium             | 2:25.18 | T2 |
| 13 | Ieva Jaceviciute           | Litvánia            | 2:25.28 |    |
| 14 | Ana Iulia Dascal           | Románia             | 2:25.63 |    |
| 15 | Rebecca Reid               | Írország            | 2:25.75 |    |
| 16 | Andrea Todorovic           | Szerbia             | 2:26.51 |    |
| 16 | Barbara Mazurkiewicz       | Lengyelország       | 2:26.51 |    |
| 18 | Annachiara Mascolo         | Olaszország         | 2:26.94 |    |
| 19 | Ellen Walshe               | Írország            | 2:27.66 |    |
| 20 | Hannah Brunzell            | Svédország          | 2:28.20 |    |
| 21 | Robin Reindl               | Szlovákia           | 2:28.38 |    |
| 22 | Alizee Borgogno            | Franciaország       | 2:28.46 |    |
| 23 | Synne Hovden Eidheim       | Norvégia            | 2:28.88 |    |
| 24 | Valeriia Hunchenko         | Ukrajna             | 2:29.03 |    |
| 25 | Alena Halubkina            | Fehéroroszország    | 2:29.18 |    |
| 26 | Elena Guttmann             | Ausztria            | 2:29.82 |    |
| 27 | Rusudan Goginashvili       | Grúzia              | 2:30.66 |    |
| 28 | Raakel Baerlund            | Finnország          | 2:31.15 |    |
| 29 | Storm Willemsen            | Hollandia           | 2:31.23 |    |
| 30 | Georgia Chrysanthakopoulou | Görögország         | 2:31.35 |    |
| 31 | Petja Hribar               | Szlovénia           | 2:31.69 |    |
| 32 | Claudia Verdino            | Monaco              | 2:32.23 |    |
| 33 | Marianne Emi Mueller       | Svájc               | 2:33.17 |    |
| 34 | May Lowy                   | Izrael              | 2:34.03 |    |
| 35 | Meret Anna Walt            | Svájc               | 2:34.13 |    |
| 36 | Marika Hudcova             | Csehország          | 2:35.36 |    |
| 37 | Emina Pasukan              | Bosznia-Hercegovina | 2:35.39 |    |
| 38 | Tatiana Potocka            | Szlovákia           | 2:35.41 |    |
| 39 | Sofia Ivanova              | Bulgária            | 2:35.58 |    |
| 40 | Paula Peltola              | Finnország          | 2:37.00 |    |
| 41 | Marija Goberga             | Lettország          | 2:37.89 |    |

## Döntő
| H     | Név                     | Nemzet             | E       | Mj |
| ----- | ----------------------- | ------------------ | ------- | -- |
| Arany | Gyurinovics Fanni       | Magyarország       | 2:18.93 |    |
| Ezüst | Yara Sophie Hierath     | Németország        | 2:19.56 |    |
| Bronz | Sophie Leigh Hobbah     | Egyesült Királyság | 2:20.50 |    |
| 4     | Maria Claudia Gadea     | Románia            | 2:20.71 |    |
| 5     | Aleksandra Denisenko    | Oroszország        | 2:20.87 |    |
| 6     | Nadia Gonzalez Oliveira | Spanyolország      | 2:21.27 |    |
| 7     | Claire Verkijk          | Hollandia          | 2:21.62 |    |
| 8     | Defne Kurt              | Törökország        | 2:21.83 |    |